# Бордовская, Нина Валентиновна
Ни́на Валенти́новна Бордо́вская (род. 9 декабря 1952, Мачеха, Сталинградская область) — советский и российский педагог, специалист по психологии научной деятельности студента. Доктор педагогических наук, профессор, заведующий кафедрой психологии и педагогики личностного и профессионального развития СПбГУ. Действительный член (академик) РАО с 26 апреля 2005 года. Почетный работник высшего профессионального образования РФ. Лауреат премии Правительства Российской Федерации в области образования (2021).

## Биография
Нина Валентиновна Бордовская (Бочкина) родилась 9 декабря 1952 г. в с. Мачеха Волгоградской области. В 1973 г. с отличием окончила математический факультет Волгоградского государственного педагогического университета. В 1973 г. начала работать учителем математики. В 1979 г. стала преподавателем математики Волгоградского политехнического института. В 1979—1988 гг. — ассистент кафедры методики математики и физики, затем старший преподаватель кафедры общей педагогики, заведующий кафедрой методики преподавания в начальной школе, заведующий кафедрой дошкольного воспитания Волгоградского государственного педагогического университета.
В 1984 г. защитила кандидатскую диссертацию «Формирование самостоятельности у старших школьников: На примере взаимосвязи процесса обучения и комсомольской работы».
В 1991 г. защитила докторскую диссертацию на тему «Педагогические основы формирования самостоятельности школьника».
С 1993 г. является профессором по кафедре педагогики. С 1994 г. переехала в Санкт-Петербург. С 2000 г. заведует кафедрой психологии и педагогики личностного и профессионального развития факультета психологии СПбГУ. С 2005 г. — академик РАО.
Почётный работник высшего профессионального образования Российской Федерации (2003).
Муж — академик РАО Г. А. Бордовский.

## Научная деятельность
Основная область научных интересов — психология научной деятельности студента, педагогические методы и средства развития самостоятельности субъекта образовательного процесса, проблемы и методы оценки качества образования и преподавания, современные образовательные технологии и интерактивные методы обучения. Является автором педагогической теории развития самостоятельности и педагогической системологии.
В работах, посвящённых диалектике педагогического процесса, рассматриваются вопросы логики и методологии педагогического исследования на фоне развития педагогической науки и научно-педагогического знания. Утверждается важность непрерывности и преемственности в педагогическом процессе.
Работы 2000-х годов демонстрируют возможности междисциплинарного подхода к изучению терминологической компетентности педагога. Описана авторская методика изучения структурно-функциональной модели терминологической компетентности и представлены результаты апробации на всех уровнях образования. Охарактеризованы особенности разных уровней развития терминологической компетентности, разработана система показателей и критериев ее оценки. Исследованы социально-профессиональные условия и психологические факторы развития терминологической компетентности педагога в процессе подготовки к преподавательской работе.

## Основные работы
Книги
- Психология и педагогика. Учебник для вузов (Серия «Учебник нового века»). СПб.: Питер, 2000. 432 с. (соавт. Реан А. А., Розум С. И)
- Диалектика педагогического исследования: Логико-методол. проблемы. СПб.: Изд-во Рус. Христиан. гуманитар. ин-та, 2001. 511 с.
- Гуманитарные технологии в вузовской образовательной практике: теория и методология проектирования: учебное пособие. СПб.: Кн. Дом, 2007. 407 с.
- Педагогическая системология: учебное пособие. М.: Дрофа, 2009. 463, [1] с.
- Педагогическая компетенция субъекта профессионально-личностного развития. СПб.: Изд-во СПбГУ, 2009. 243, [1] с.
- Педагогика: учебное пособие для студентов вузов. М., СПб.: Питер, 2011. 299 с. (соавт. Реан А. А.)
- Психология и педагогика: Учебник для ВУЗов. СПб.: Питер, 2013 (2016, 2017). 624 с. (соавт. Розум С. И.)
- Современные образовательные технологии: учебное пособие / под ред. Бордовской Н. В. М.: Кнорус, 2016. 432 с.
- Психология делового общения: учебник / под редакцией Н. В. Бордовской. М.: КноРус, 2017. 291 с.
- История развития терминологии отечественной дидактики (XVIII — начало XX в.). М: Русайнс, 2018. 252 с. (соавт. Кошкина Е. А.)
- Терминологическая компетентность педагога. М.: Русайнс, 2019. 180, [1] с. (соавт. Кошкина Е. А., Тихомирова М. А.)[6]

Статьи
- О методах и формах самоуправления в процессе обучения // Совершенствование форм и методов учебно-воспитательного процесса в школе и вузе. Л.: ЛГПИ им. А. И. Герцена, КарГПИ, 1990. С. 38-40.
- Изучение личности ученика в учебном процессе // Изучение личности школьника учителем Москва, 1991. С. 20-50. (соавт. Заир-Бек Е. С., Тряпицына А. П.)
- О типах самостоятельности ребёнка в условиях выбора // Ребёнок в современном мире тезисы докладов II международной конференции. Российский государственный педагогический университет им. А. И. Герцена, Институт детства. 1994. С. 60-61.